# Manuel Redondo García
Manuel Redondo García (Sevilla, 11 de enero de 1985) es un futbolista español que actualmente está sin equipo.

## Carrera deportiva
Manuel Redondo García nació en Sevilla y jugó en el puesto de central o de lateral izquierdo. Entró en el Sevilla B en el año 2005,procede de los escalafones inferiores sevillistas llegando a debutar con el primer equipo en Copa la temporada 08/09,después de sufrir dos gravísimas lesiones que le tuvieron apartado casi dos temporadas de los terrenos de juego, gracias a su esfuerzo y tesón se recuperó y juega actualmente en Tailandia en el equipo Buriram United.
Manuel Redondo, capitán del Sevilla Atlético en 2009, jugó en calidad de cedido en la SD Ponferradina durante la temporada 2010/2011 en la Segunda División del fútbol español.
Se incorporó al CE Sabadell para la temporada 2011/2012 cuajando una buena campaña. Al año siguiente, temporada 2012/2013 firmó por el Xerez CD siendo uno de los jugadores destacados a pesar del descenso del club azulino. Tras rescindir contrato con el club andaluz, ficha por el Buriram United Football Club. El 9 de diciembre de 2014 se incorporó al Real Oviedo en el mercado invernal.
Campeonatos nacionales:
Campeón 2.ªB Temporada 2004-2005 y 2006-2007
Campeón de Thai Prmeier League 2013 y 2014
Campeón de Toyota Cup 2013 (Tailandia)
Campeón de Kor Cup 2013 y 2014 (Tailandia)
Campeón de Copa de la Liga 2013 (Tailandia)

## Clubes
| Club                 | País      | Temporada | Partidos | Goles |   |   |
| -------------------- | --------- | --------- | -------- | ----- | - | - |
| Sevilla Atlético     | España    | 2005-2006 | 30       | 0     | 0 | 0 |
| Sevilla Atlético     | España    | 2006-2007 | 36       | 3     | 4 | 0 |
| Sevilla Atlético     | España    | 2007-2008 | 2        | 0     | 0 | 0 |
| Sevilla Atlético     | España    | 2008-2009 | 9        | 2     | 0 | 1 |
| Sevilla Atlético     | España    | 2009-2010 | 32       | 1     | 4 | 1 |
| SD Ponferradina      | España    | 2010-2011 | 23       | 0     | 6 | 1 |
| CE Sabadell          | España    | 2011-2012 | 20       | 0     | 5 | 0 |
| Xerez CD             | España    | 2012-2013 | 22       | 1     | 4 | 0 |
| Buriram United       | Tailandia | 2013-2014 | 22       | 2     | 3 | 0 |
| Real Oviedo          | España    | 2014-2015 | 15       | 2     | 0 | 0 |
| Doxa Katokopias      | Chipre    | 2015-2018 |          |       |   |   |
| Coria Club de Fútbol | España    | 2018-2019 |          |       |   |   |